# Nikolai Kalmakov

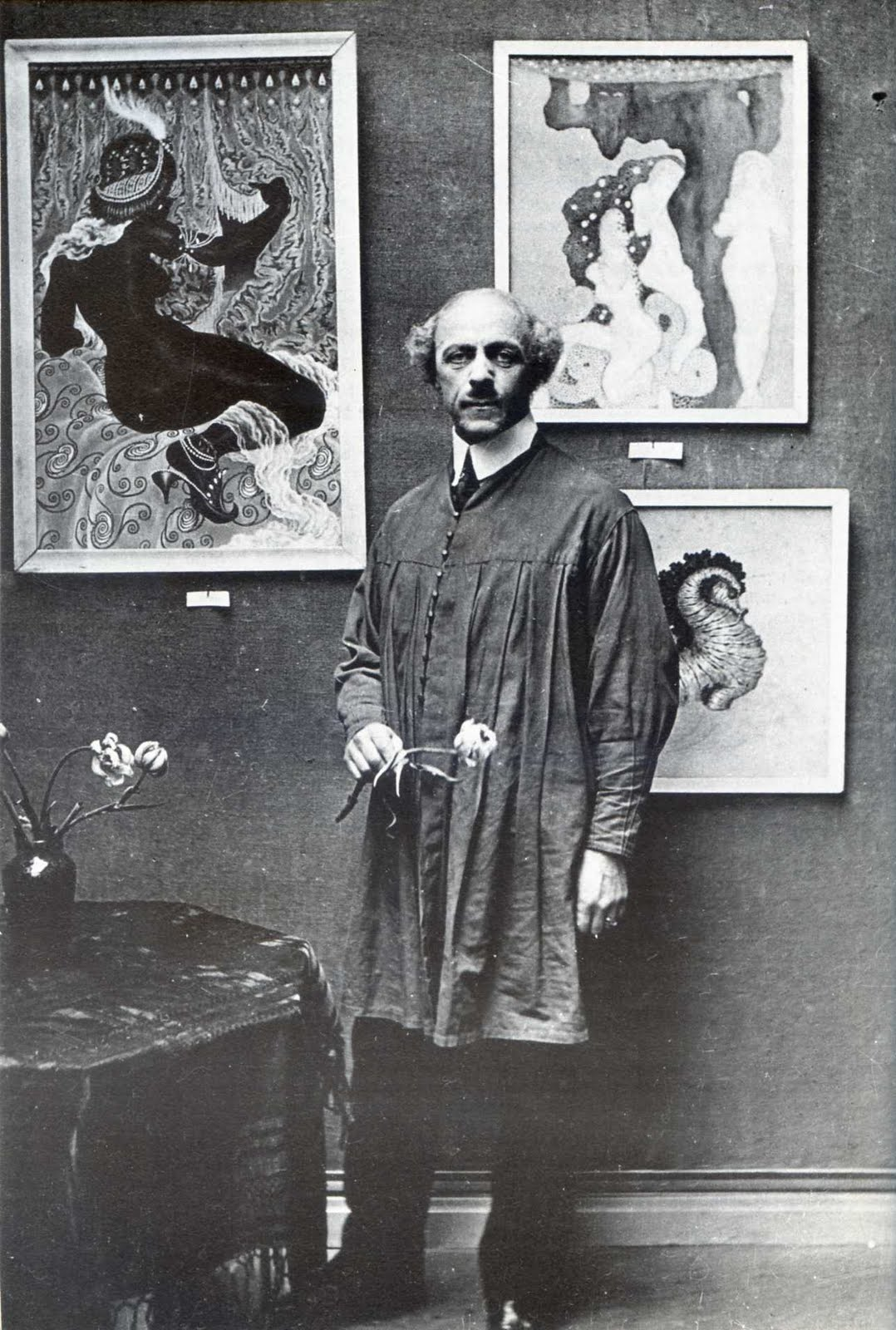
Kalmakov em Paris (1928)

Nikolai Konstantinovitch Kalmakov, conhecido como Nícolas Kalmakov (em russo:  Николай Константинович Калмаков; 23 de janeiro de 1873, Nervi, Itália – 2 de fevereiro de 1955, Chelles, França), foi um pintor simbolista, artista gráfico e cenógrafo russo cujo trabalho é caracterizado por motivos que tratam da espiritualidade, ocultismo e sexualidade.
Considerado de personalidade difícil por muitos contemporâneos, viveu uma vida reclusa. A partir de 1924, morou isolado em um hotel de Paris por 31 anos. Tentativas de se restabelecer como cenógrafo não tiveram sucesso e ele teve grande dificuldade financeira. Seu trabalho permaneceu pouco conhecido e ele morreu na obscuridade.

## Estilo
As obras de Kalmakov se enquadram como pinturas do simbolismo. Como parte disso, intérpretes viram como motivos e temas recorrentes em suas obras elementos de decadentismo e satanismo. Incluem-se, além do mais, representações de la femme noire, evocando aspectos primordiais e do "nobre selvagem"; o exotismo, com influências de outras culturas como a grega, egípcia e hindu―em uma obra, evidencia também elementos do budismo; a misoginia, em que figuras femininas aparecem como portadoras do mal ou femmes fatales. Notam-se, porém, em uma série de autorretratos a partir da década de 20, representações de si próprio com características afeminadas. Encontram-se diversas pinturas de demônios. Há abundância de temas eróticos bem como necrológicos e, enfim, de temas míticos e religiosos em geral. Ele também foi influenciado pela pintura de ícone russa, evidenciando escolha de cor conforme a tradição bizantina. Laurence Caruana considera-o um precursor da arte visionária.
O colecionador Georges Martin du Nord divide a obra de Kalmakov em três períodos: o primeiro, de 1908 a 1913, evidencia seu envolvimento estilístico com o movimento Mir Iskusstva. No segundo, 1913 a 1928, as cores tornam-se menos intensas e há menos sinuosidades decorativas nas linhas, enquanto as figuras, antes planas, ganham mais volume. No terceiro, de 1928 a 1955, ele cria obras com mais qualidades acadêmicas, influenciado pelo pré-rafaelismo de início, mas abraçando definitivamente o estilo da Renascença Italiana.

## Biografia
Ele nasceu de um general russo que morava na Itália e se casou lá. Seu interesse pelo ocultismo pode ter sido despertado quando ele foi apresentado aos contos dos irmãos Grimm e E. T. A. Hoffmann por sua governanta alemã. Kalmakov afirmara sobre esse período posteriormente:
"Eu devorava essas histórias com prazer. Por volta dos nove anos de idade, eu costumava entrar no quarto mais distante de nossa casa, onde me escondia cuidadosamente. Então, sozinho na escuridão, eu invocaria o diabo para aparecer."
Ele foi criado aos moldes da aristocracia russa. Por volta de 1890, sua família voltou para a Rússia e ele se formou na Escola Imperial de Jurisprudência em 1895. Em seguida, voltou para a Itália, onde se tornou autodidata em pintura e anatomia.

Em 1900, ele estava novamente na Rússia; dividindo seu tempo entre São Petersburgo e Moscou. Por volta de 1905, ele estava casado, e a partir desse período há diversos relatos de suas excentricidades. Em uma delas, um amigo conta como foi chamado por Kalmakov para ver seus esboços de desenhos de Satã, do qual o o pintor afirmava ter visões:
"'Eu fico acordado até tarde da noite e fico de olho nele. Vi de relance seus olhos (...) seu rabo (...) até mesmo seus cascos (...) mas ainda não o vi inteiramente. Mesmo assim, fiz centenas de esboços. Quer vê-los?' E, de fato, no sótão empoeirado de sua casinha bizarra, ele me mostrou uma variedade fascinante e assustadora de esboços retratando os olhos, cauda e cascos do diabo. Ele estava absolutamente certo de que essas eram coisas que ele tinha visto."
Contemporâneos afirmam que, enquanto morava em São Petersburgo, Kalmakov aderiu ao movimento Skoptsy, uma seita que rejeitava sacramentos da Igreja Ortodoxa, negava o carnal e afirmava que o sexo era a fonte de todo mal. O colecionador de arte Georges Martin du Nord afirma que Kalmakov era extremamente ascético, mas que suas crenças levaram-no à misoginia e a maus tratos de sua esposa; ele a trancava em casa enquanto pintava para a sua salvação pessoal. Em muitas de suas obras, a mulher era apresentada como emissária e encarnação do mal. Entretanto, ao mesmo tempo nota-se um intenso erotismo nas composições. Aleksandr Mgebrov descreveu:
"Todas as suas obras traíam um certo erotismo―um erotismo tão avassalador que só poderia ser atribuído ao próprio Satã, ou pior, a uma força ainda maior que Satã, a algo infinitamente mais impressionante e aterrorizante (...) Alguns anos atrás, vi uma pintura verdadeiramente prodigiosa dele na casa de Evreinoff, uma pintura que era totalmente permeada por seu erotismo hiperdiabólico. Representava os sexos de um homem e uma mulher em união. Mas, usando essa variedade de cores tão particular para ele, criou estranhos padrões rítmicos ao redor deles, evocando uma sensação de mistério. Os dois sexos foram representados de tal forma que você acreditava estar testemunhando a criação do mundo."
"Seus trabalhos eram visualmente impressionantes, não correspondendo a nenhuma escola ou estilo conhecido. Vez após vez, ele retratou formas orgânicas vagas, como se quisesse ampliar um milhão de vezes a primeira forma de vida celular desde o início do universo. E essas moléculas sinuosas e onduladas se moviam nos padrões mais extraordinários, às vezes caindo em desenhos de vórtices rodopiantes. Os temas nas pinturas eram muitas vezes difíceis de distinguir, mas você ainda podia sentir o intenso desejo de entender, além da fantasia e do capricho, a essência de algo maligno."

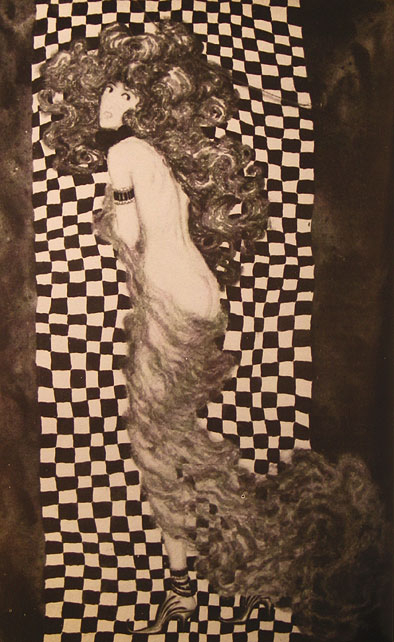
Figurino para Salomé (Paris, 1926)

Kalmakov iniciou sua carreira de pintura em 1906, com a primeira exibição nos shows de "Outono" de Petersburgo em 1906 e 1907. Influenciado por Leon Bakst, Konstantin Somov e outros artistas, inseria-se no movimento Mir Iskusstva; tornou-se um frequente expositor do Mundo da Arte e compôs junto a outros artistas a seção "Triângulo: O Grupo de Arte e Psicologia", liderada por Nikolai Kul'bin, dentre as exibições "Tendências Modernas". A originalidade de Kalmakov ganhou renome e ele foi aclamado pelos críticos como um dos mais talentosos pintores desse grupo. Outras influências formativas incluem Félicien Rops e Aubrey Beardsley; nota-se forte presença do estilo deste último nas suas composições à peça Salomé. Houve forte influência literária de Oscar Wilde, em sua citação à art pour l'art e referências a temas literários.
Misantropo, Kalmakov raramente saía de casa: relatos apontam que apenas o fazia para ir ao teatro, do qual nutria paixão. Por meio de sua amizade com Nicolai Evreinov, Kamarov passou a trabalhar para o teatro, desenhando trajes, decorações e cenários que foram marcantes. Um deles gerou um escândalo lembrado por décadas pela intelligentsia de São Petersburgo: seu primeiro design cênico, à peça Salomé de Oscar Wilde, foi um "templo à deusa do amor" no formato de uma vagina. O Santo Sínodo da Igreja Ortodoxa Russa interditou a estreia em 1908. A atriz principal, Vera Komissarjévskaia, que era amante de Kalmakov e o havia encorajado a manter esse cenário, perdeu todo seu dinheiro e faleceu um ano depois. Anna Evreinov afirmou:

"Quanto ao sexo (...) [Kalmakov] era assombrado por ele, obcecado por ele. Era a força motriz do mundo inteiro, e ele era seu sacerdote. Ele nunca aceitou o mundo externo e se distanciou dele para mergulhar em seu próprio mundo de sexualidade―um mundo que excedeu todas as limitações humanas."
Sobre o cenário, Nicolai Evreinov relembrou: "Foi incrivelmente lindo (...) Ele tomou como ponto de partida o sexo de uma mulher, mas você se sentia como se estivesse realmente em um templo."
Pouco depois do início da Primeira Guerra Mundial, ele foi convocado, mas passou pouco tempo em combate antes de ser transferido para trabalhar em um hospital de campanha.
Nesse período, também desenhou capas de livros e chapas de ex-libris. Em 1915, fez uma série de litografias simbolizando a devastação da guerra e vendidas sob a forma de cartões postais; o lucro arrecadado foi doado à Sociedade de Santa Eugênia (sociedade russa equivalente da Cruz Vermelha). No mesmo ano, junto de Iulia Slonimskaia abriu também um teatro de marionetes. Lá, Kalmakov produziu os modelos de marionetes para a peça As Forças do Amor e da Magia, apresentada em 1916.
A Revolução de 1917 levou-o a morar fora do país no início da década de 20, abandonando sua esposa e filhos. Inicialmente, viajou por países do Báltico, realizando algumas exibições mas continuando solitário e pintando algumas de suas obras mais sombrias. Em 1924, matou o marido de uma amante em um duelo na Riviera. Fugiu então para o Norte da França; em junho de 1924, fez uma exposição de 133 obras (a maioria delas perdidas atualmente) na Galeria do Rei em Bruxelas.
A partir de 1924, estabeleceu-se em Paris, onde viveu uma vida reclusa por 31 anos morando no Hotel de la Rue La Rochefoucault. Em 1925, retornou sua associação com os Evreinovs e, com financiamento dos Rothschilds, uma nova produção da peça Salomé seria iniciada, com os designs escandalosos de Kalmakov. No entanto, o projeto foi abandonado.
Em 1928, Kalmakov fez uma exposição na Galerie Charpentier em Paris. Cento e sessenta e duas obras foram oferecidas. Por volta desse período, 40 de suas obras foram guardadas. Elas seriam encontradas posteriormente por colecionadores de arte. Nesse mesmo ano, recebeu uma comissão do autor Héliodore Fortin para uma série de 24 quadros que comporiam o interior de uma capela, a "Capela dos Ressurrectos". Fortin era fundador de uma seita religiosa, e a temática esotérica das pinturas foi inspirada pelo livro de Fortin A Bíblia dos Espíritos Livres. Elas representam demônios e também outras imagens mais espirituais, como figuras da face de um faraó e de um rei inca.
Em 1931, recebeu outra comissão, de pintar uma capela dedicada a Joana D'Arc.
Kalmakov nunca comprava suas tinturas, mas as preparava a partir de plantas. Seu atletismo era notável, realizava ginástica e os relatos o consideravam saudável; também conta-se que ele praticava olhar diretamente ao sol. Mas no último período da vida, sua condição financeira e saúde declinavam. Sua arrogância afastou amigos; uma vez gritou contra seus compatriotas no hotel dizendo: "Russos sujos! Como vocês podem falar uma língua tão abominável?". Recluso no sótão do hotel, muitos sabiam que ele passava fome, mas o pintor não recebia compaixão. Para sobreviver, recebeu comissões da Igreja para santinhos (que evidenciam sua letra K de assinatura estilizada) e de ilustrações às forças nazistas de ocupação de Paris.
Em 1941, uma moradora guatemalteca do hotel, Madame S., 25 anos mais nova que o artista, iniciou um relacionamento com ele. Por 6 anos lhe exerceu cuidados, até interná-lo em um "lar para indigentes", a Maison des Veillards em Chelles, ao norte de Paris. Foi feito um acordo para que Madame S. ficasse com uma grande coleção de suas obras. Lamentando o local, Kalmakov buscou arrecadar dinheiro e, em pedido de ajuda monetária à Cruz Vermelha Russa e ao cura de Chelles, tentou vender toda sua coleção de obras. Madame S., porém, rejeitou isso. O pintor ficou por 8 anos em Chelles, morrendo em um estado miserável, segundo um dos últimos amigos a visitá-lo apresentando reumatismo nas mãos e não pronunciando uma palavra sequer. Morreu no hospital de Lagny em 1955 e foi enterrado no cemitério da vila.
Sete anos após sua morte, em 1962, os colecionadores de arte Bertrand Collin du Bocage e Georges Martin du Nord descobriram amostras de seu trabalho abandonado em um grande mercado de pulgas ao norte de Paris. As obras de Kalmakov foram finalmente exibidas na Galerie Motte em fevereiro de 1964.
Na Rússia, suas obras podem ser vistas no Museu Russo, na Galeria Tretyakov, no Museu Bakhrushin e no Museu Pushkin.

## Leitura Adicional
- "Kalmakoff: the Angel of the Abyss, and the Painters of Mir Iskusstva",  Jean-Hugues Piettre, ed., Musée-Galerie de la Seita (1986, catálogo de exibição).
- E. Strutinskaya, "'The only one of its kind', Nikolai Kalmakov". In: Documents and facts from the history of the Russian theater of the XX century (3). V. V. Ivanov (2004).
- John Ellis Bowlt e Yulia Balybina: "Nikolai Kalmakov", Искусство XXI век (Series:Художники русской эмиграции) ISBN 978-5-98051-050-3 (2008)